# Paradoxe des nombres intéressants
Le mathématicien Hardy raconte que, lorsqu'il qualifia devant Ramanujan le nombre 1729 de peu intéressant, celui-ci lui répliqua que c'était le plus petit nombre entier décomposable en somme de deux cubes de deux façons différentes. Cependant, bien qu'utilisée y compris par les mathématiciens, la notion de nombre intéressant n'est pas mathématique.
Le paradoxe des nombres intéressants « démontre » que tous les nombres entiers naturels sont « intéressants ». De fait il met en valeur de façon plutôt humoristique l'impossibilité de définir mathématiquement une notion pertinente de « nombre intéressant ».

## Le paradoxe
Supposons que l'on puisse séparer les nombres entiers naturels en deux parties : la première est celle des nombres intéressants, la seconde celle des nombres inintéressants. À supposer qu'il existe dans la seconde partie au moins un nombre inintéressant, le plus petit d'entre eux deviendrait par là même intéressant. Il faut donc l'ajouter à la première partie. Mais s'il reste des nombres inintéressants, le plus petit d'entre eux est à son tour intéressant... et l'on voit que le procédé ne se termine pas avant d'avoir épuisé tous les nombres inintéressants (au bout d'un nombre d'étapes éventuellement infini). Il ne peut donc en exister : tous les nombres sont intéressants.
La « démonstration » repose sur le fait que l'ensemble des entiers naturels est bien ordonné, c’est-à-dire que tout sous-ensemble non vide d'entiers possède un plus petit élément. On peut la reformuler plus brièvement et sous une forme plus mathématique ainsi. Si l'ensemble I des nombres entiers inintéressants est non vide, il possède un plus petit élément qui, en tant que plus petit nombre inintéressant, devient intéressant, d'où une contradiction. On en déduit que I est vide (c'est un raisonnement par l'absurde).

## «Raisonnement fallacieux» ou «paradoxe mathématique»
Bien sûr, cette « démonstration » n'en a que l'apparence. Elle n'a aucune valeur, car la notion subjective de nombre intéressant n'est pas bien définie. Or, une démonstration mathématique doit être formulée dans un langage bien spécifié. Si on essaie de prendre au sérieux la notion de nombre intéressant, on voit qu'elle se trouve d'une certaine façon définie au cours de la prétendue démonstration, c’est-à-dire que celle-ci comporte un cercle vicieux, analogue à celui que l'on trouve, de façon plus explicite, dans le paradoxe de Berry.
Si l'on tente de rendre cette preuve correcte, on aboutit à une trivialité : pour formaliser la propriété de l'ensemble des nombres intéressants utilisée, on doit dire que le complémentaire de celui-ci n'a pas de plus petit élément, ce qui dans un ensemble bien ordonné est une façon, certes un tout petit peu plus compliquée, de dire qu'il est vide.
Martin Gardner classe cette « démonstration » parmi les « raisonnements fallacieux » (qui contiennent une erreur « subtile » de raisonnement), alors qu'il appelle « paradoxe mathématique » un raisonnement correct menant à une conclusion contre-intuitive.